# Dan Den
Das Orquesta Dan Den oder auch Juan Carlos Alfonso y su Dan Den ist eine kubanische Salsagruppe. Ihr Musikstil vereinigt Elemente des Son, Guaracha, Rumba, Bolero, Salsa, Songo und eigenständigen Swingrhythmus. Der Name Dan Den ist vom Klang der Campanas abgeleitet. Dan Den ist eine Ende 1988 vom Pianisten und musikalischen Leiter Juan Carlos Alfonso gegründete kubanische Musikgruppe. Sie hat Tourneen durch die Welt unternommen. Barbara Dounays, Fernandez Rosales und Dayron Martin Cañete singen, Roney Alvarez García spielt Timbales, Midanys Riera González Güiro, Serguei Rodríguez Torres Bongos und Hintergrundgesang, Rubén Pérez Baluja Congas, Adrián Algota Guerra, Etnecy Hernandez Santiestebán und Fidel Lanier Romero spielen Posaune, Aisar Hernández Segundo den Bass.

## Werdegang
Juan Carlos Alfonso (* 30. Mai 1963 Bejucal, Kuba) gründete die Band im Dezember 1988 anlässlich des alljährlichen von über 10.000 Menschen besuchten Charanga-Festivals in seiner Heimat Bejucal. Der große Erfolg machte sie in der kubanischen Musikszene schnell bekannt und wurde auf zahlreichen Tanzveranstaltungen im Land gespielt. Das erste Album wurde unter dem Label Egrem aufgenommen, es folgte 1992 „Amame Con Tu Experiencia“ nach Aufnahmen und Liveauftritten in Mexiko. „Ámame Con Tu Experiencia“ wurde zu einem großen Hit in ganz Lateinamerika. 1993 spielte das Orquesta Dan Den auf der Feria de Cali. Die Arrangements und Pianosoli von Juan Carlos Alfonso erhielten sehr gute Kritiken und übertrafen sogar die Performance con Celia Cruz. Das Orquesta Dan Den erhielt den Preis Best Tropical Band. Ihre Lieder wie „Ojos Que Te Ven“, „Ritmo Dan Den“, „Viejo Lazaro“ und „Mi Cuerpo“ wurden auf ihrer Tournee in Amerika und Europa Hits. Ihre Musik wurde im Viertel Ataré in Havanna geprägt. 2003 feierte das Orquesta Dan Den sein 15-jähriges Bestehen und führte weitere Tourneen in Mexiko, den USA und Europa durch. Ihr bislang letztes Album enthält Hits wie „Parte el Alma“, „Siempre Hay un Ojo“, „Que te Ve“ und „Salsa en Ataré“.

## Diskografie
- Siempre hay un ojo que te ve (1990)
- Amame con tu experiencia (1992)
- Más rollo que película (1992)
- Viejo Lázaro (1993) ausgezeichnet als bester Instrumentalist bei Feria de Cali
- Aprovechando la cobertura (1994)
- Dale al que no te dió (1994)
- Son cubano a lo Dan Den (1995) (EGREM)
- Mi cuerpo (1996) (Fania Records)
- Salsa en Ataré (1997)
- Mecánica guapa (1998)
- Grandes éxitos (2000) (EGREM)
- Dale campanas (2002) (EGREM) EGREM Preis Entdeckung des Jahres 2003 von cubadisco
- Pasión (2004)
- Siempre Dan Den (EGREM) Enthält Konzertmitschnitt auf DVD
- Fiestas De Cuba (2009)[4]

## Besetzung
- Juan Carlos Alfonso: Produzent, Direktor, Piano
- Barbara Fernandez: Gesang
- Orlando Gutierrez: Gesang
- Joan Cantante: Chor
- Liuba Pantoja: Bass
- Midanys Riera: Güiro
- Rubén Perez: Congas
- Ronny Alvarez: Timbales
- Serguei Rodriguez: Bongos und Glocke
- Laura Alfonso: Flöte
- Adrian Argota: Posaune
- Fidel Lanier: Posaune
- Ernesto Martin: Posaune
- Diomer Gonzalez: Perkussion[5]